# Vialíkaya Bierastavitsa
Vialíkaya Bierastavitsa o Volshaya Berestovitsa (bielorruso: Вялі́кая Бераставі́ца; ruso: Больша́я Берестови́ца; polaco: Brzostowica Wielka; yidis: וויאַליקייַאַ ביעראַסטאַוויצאַ; lituano: Vileika Berastavica) es un asentamiento de tipo urbano de Bielorrusia, capital del raión de Berestovitsa en la provincia de Grodno. La localidad es la capital del vecino consejo rural de Berestovitsa sin formar parte del mismo.

## Descripción
En 2018, la localidad tenía una población de 5667 habitantes.
Se conoce la existencia de la localidad desde 1506, cuando el gran duque lituano Alejandro I Jagellón la entregó a la casa noble Chodkiewicz. En 1754, Augusto III de Polonia otorgó a la localidad el Derecho de Magdeburgo y su escudo de armas. Su estatus urbano no llegó a durar medio siglo, ya que en la partición de 1795 se integró en el Imperio ruso. En 1863-1864 fue un lugar muy activo en el Levantamiento de Enero. En 1921 se integró en la Segunda República Polaca, hasta que en 1939 pasó a formar parte de la RSS de Bielorrusia. Adoptó estatus de asentamiento de tipo urbano en 1947.
Se ubica junto a la frontera con Polonia, unos 25 km al oeste de Vawkavysk, unos 50 km al sur de Grodno y unos 50 km al este de Bialystok.